# Kenta Kobashi
Kenta Kobashi (小橋 建太?; Fukuchiyama, 27 marzo 1967) è un ex wrestler ed ex judoka giapponese.
Kobashi cominciò la propria carriera nel 1988 con la All Japan Pro-Wrestling, prima di lasciarla nel 2000 per approdare nella Pro Wrestling Noah insieme all'eterno rivale Mitsuharu Misawa; qui è rimasto per tredici anni, prima di ritirarsi ufficialmente nel 2013.
Kobashi è considerato uno dei più grandi wrestler di tutti i tempi ed ha preso parte a ben ventitré match valutati con cinque stelle da Dave Meltzer.

## Carriera

### All Japan Pro Wrestling (1988–2000, 2009)
Kobashi praticò judo e rugby durante le scuole superiori a Fukuchiyama. Fece anche body building prima di essere preso come allievo nel dojo della All Japan Pro Wrestling, il 20 giugno 1987. Si allenò con Dory Funk Jr., Giant Baba, Kazuharu Sonoda e Masanobu Fuchi. Esordì come wrestler professionista il 26 febbraio 1988 a Ryūō, Shiga. Il booker Shohei "Giant" Baba volle che perdesse i suoi primi 63 incontri (tutti in singolo). Il tutto era parte di una storyline ideata da Baba: anche nella sconfitta, il fiero, carismatico Kobashi brillò per i suoi sforzi coraggiosi e lo spirito indomito, e si guadagnò il premio come Rookie of the Year sulla stampa giapponese. Kobashi vinse il suo primo match nel maggio 1989 (contro il jobber Mitch Snow). Cominciò a guadagnarsi una certa importanza come membro della fazione di Mitsuharu Misawa durante la faida con Jumbo Tsuruta.
Kobashi durante questo periodo ricoprì un doppio ruolo a seconda di chi fossero i suoi partner e avversari. Quando lottava insieme a Misawa o Toshiaki Kawada, avrebbe interpretato il coraggioso perdente sfavorito. Allo stesso tempo, quando lottava insieme al più piccolo Tsuyoshi Kikuchi, interpretava il ruolo del "fratello maggiore", entrando per cercare di salvare la situazione dopo che Kikuchi era stato malmenato per un po' dagli avversari. Undici mesi dopo conquistò il suo primo titolo, l'All Asia Tag Team Championship con Tiger Mask II (Misawa); tuttavia, poco dopo aver tolto la maschera, Kobashi e Misawa resero il titolo vacante. Nei successivi due anni, Kobashi detenne le cinture All Asia per due volte insieme a Johnny Ace e una volta con Kikuchi. La vittoria del titolo in coppia con Kikuchi sconfiggendo Dan Kroffat e Doug Furnas, che ebbe luogo il 25 maggio 1992 a Sendai, città natale di Kikuchi; si guadagnò rapidamente uno status leggendario tra gli appassionati di wrestling giapponese e fu votato "Match of the Year" da Wrestling Observer Newsletter per il 1992.
Nel 1993, divenne il partner di tag team fisso di Misawa quando Kawada diventò il principale rivale di Misawa. A maggio sconfisse Terry Gordy. Il 3 dicembre 1993, ottenne la prima vittoria per schienamento su Kawada, vinse la sua prima World's Strongest Tag Determination League, e il primo World Tag Team Championship. In questi anni i suoi avversari più frequenti furono Kawada, Misawa e Stan Hansen. Nella divisione tag team sviluppò una forte alleanza con Jun Akiyama e con il veterano Giant Baba. Il 9 giugno 1995, Kobashi e Misawa persero le cinture di coppia in favore di Akira Taue & Toshiaki Kawada. Il match fu dichiarato il migliore dell'anno da Tokyo Sports. Nel 1995 soffrì il primo serio infortunio al ginocchio.
Il 24 luglio 1996 sconfisse Akira Taue, conquistando il titolo Triple Crown. Perse la cintura in favore di Misawa il 20 gennaio 1997. Nel marzo 1997 all'evento Champion Carnival sconfisse Misawa per schienamento. Il 12 giugno 1998, Kobashi sconfisse Kawada vincendo per la seconda volta il Triple Crown. Poco prima della vittoria subì un grave infortunio al ginocchio, che quasi pose fine alla sua carriera, e durante quel periodo Johnny Ace gli voltò le spalle. Kobashi formò la sua nuova stable denominata "The Movement". Il 31 ottobre perse la cintura nuovamente per mano di Misawa.
L'anno 1998 terminò con la conquista, in coppia con Akiyama nel tag team denominato "Burning", della World's Strongest Tag Determination League. Poi fu la volta di un feud con Vader. Nel dicembre 1999 conquistò nuovamente la World's Strongest Tag Determination League con Akiyama. Nel febbraio 2000 sconfisse Vader e vinse il terzo titolo Triple Crown. Nella metà degli anni 2000 Misawa lasciò la compagnia per formare la Pro Wrestling Noah dando il via ad una vera e propria scissione; Kobashi, insieme a tutti i lottatori nativi del Giappone tranne tre, seguì Misawa. All'epoca era il campione Triple Crown in carica, e la cintura fu quindi resa vacante.
Il 30 agosto 2009 tornò nella All Japan Pro Wrestling solo per una notte, lottando il suo primo match nella compagnia in nove anni. Kobashi lottò insieme con Akihiko Ito e Tsuyoshi Kikuchi nella sconfitta rimediata per mano di Satoshi Kojima, KAI e Hiroshi Yamato allo show Pro Wrestling Love in Ryogoku, Volume 8.

### Post-ritiro (2013–presente)
Il 17 marzo 2013, Kobashi fece un'apparizione nella All Japan Pro Wrestling per promuovere il suo match di ritiro dal ring. Prima del main event, Hiroshi Hase annunciò che avrebbe dato le dimissioni dalla carica di presidente della Pacific Wrestling Federation (PWF) per concentrarsi sulla National Diet e che Kobashi lo avrebbe sostituito, dopo il suo ritiro dell'11 maggio. L'8 settembre Kobashi apparve come commentatore tv alla Wrestle-1 in occasione dell'evento inaugurale delle compagnia. Il 27 ottobre fu confermato che Kobashi non si sarebbe unito alla All Japan dopo che, Dory Funk Jr. era stato annunciato come nuovo presidente della PWF.
Il 14 febbraio 2014, Kobashi annunciò che a partire dall'8 giugno, egli avrebbe iniziato a produrre i suoi propri eventi indipendenti sotto il brand "Fortune Dream". Lottò quindi per varie promozioni, includendo All Japan Pro Wrestling, Big Japan Pro Wrestling, Kaientai Dojo, Pro Wrestling Zero1 e Wrestling New Classic.
Il 10 maggio 2015 tornò nella Noah come "testimone speciale" per il match valevole per il GHC Heavyweight Championship tra il campione Minoru Suzuki e lo sfidante Naomichi Marufuji. Il ruolo di Kobashi incluse l'assicurarsi che la stable Suzuki-gun non interferisse nel match.
Nel settembre 2023, fece un'apparizione nella DDT Pro Wrestling in occasione dello "Shinkansen Specialty match" tra Minoru Suzuki e Sanshiro Takagi. Durante l'apparizione, egli colpì con una gyaku-suihei chop (knife-edged chop) Suzuki, che comunque vinse il match. Assunse poi il ruolo di controllore dei biglietti sul treno Shinkansen. Altri wrestler che apparve nel match inclusero Jun Akiyama, Kazunari Murakami e Hikaru Sato.

## Personaggio

### Mosse finali
- Burning Hammer (Inverted Death Valley Driver)
- Burning Lariat (Lariat)
- Brainbuster
- Moonsault
- Orange Crush (Vertical suplex powerbomb)

### Soprannomi
- "Burning"
- "Maximum Innovator"
- "Mr. Puroresu"
- "Orange Crush"
- "Tetsujin"
- "Zettai Oza"

## Titoli e riconoscimenti
- All Japan Pro-Wrestling
  - AJPW Triple Crown Heavyweight Championship (3)
  - AJPW All Asia Tag Team Championship (4) – con Mitsuharu Misawa (1), Tsuyoshi Kikuchi (1) e Johnny Ace (2)
  - AJPW World Tag Team Championship (6) – con Mitsuharu Misawa (2), Jun Akiyama (2) e Johnny Ace (2)
- Nikkan Sports
  - Wrestler of the Year (1996, 1998, 2004, 2005)[8][9][10][11]
  - Match of the Year (1997) – vs. Mitsuharu Misawa[12]
  - Match of the Year (1998) – vs. Mitsuharu Misawa[9]
  - Match of the Year (2003) – vs. Mitsuharu Misawa[13]
  - Match of the Year (2004) – vs. Jun Akiyama[10]
  - Match of the Year (2005) – vs. Kensuke Sasaki[11]
- Pro Wrestling Illustrated
  - 4° tra i 500 migliori wrestler singoli nella PWI 500 (1996, 2000 e 2004)
  - 33° tra i 500 migliori wrestler della storia nella PWI 500 Years (2003)[14]
- Pro Wrestling Noah
  - GHC Heavyweight Championship (1)
  - GHC Openweight Hardcore Championship (1)
  - GHC Tag Team Championship (2) – con Tamon Honda
- Wrestling Observer Newsletter
  - Most Outstanding Wrestler (1993, 1994)
  - Wrestler of the Year (1996, 2003, 2004, 2005)
  - Match of the Year (1998) – vs. Mitsuharu Misawa
  - Match of the Year (1999) – vs Mitsuharu Misawa
  - Match of the Year (2003) – vs. Mitsuharu Misawa
  - Match of the Year (2004) – vs. Jun Akiyama
  - Match of the Year (2005) – vs. Samoa Joe
  - Hall of Fame (2002)